# Mistshenkoana proxima
Mistshenkoana proxima är en insektsart som beskrevs av Andrej Vasiljevitj Gorochov 2007. Mistshenkoana proxima ingår i släktet Mistshenkoana och familjen syrsor. Inga underarter finns listade i Catalogue of Life.